# بريكليس دي أوليفيرا راموس
بريكليس دي أوليفيرا راموس (بالبرتغالية: Péricles de Oliveira Ramos‏) (2 يناير 1975 في البرازيل – )؛ هو لاعب كرة قدم سابق كان يلعب كمدافع.

## وصلات خارجية
- بريكليس دي أوليفيرا راموس على موقع رابطة كرة القدم اليابانية للمحترفين (اليابانية)
- بريكليس دي أوليفيرا راموس على موقع عالم كرة القدم.نت (الإنجليزية)